# Как закалялась сталь (фильм, 1942)
«Как закалялась сталь» — художественный фильм по одноимённому роману Николая Алексеевича Островского, снятый режиссёром Марком Семёновичем Донским в 1942 году.

## Описание
Фильм Марка Донского является первой экранизацией романа Островского «Как закалялась сталь». Фильм был снят и вышел на экраны в годы Великой Отечественной войны. Подвиги молодого революционера Павки (Павла) Корчагина, отстаивающего советскую власть в борьбе против интервентов в годы Гражданской войны. Сыгравший Корчагина советский актёр Виктор Перест-Петренко вскоре после съёмок в мае 1943 ушёл на фронт (мл. сержант, командир стрелкового отделения). После окончания войны вернулся домой, награждённый медалью «За победу над Германией». По оценке журналиста Петра Вайля, основным содержанием картины, в отличие от романа и  последующих экранизаций, стала немецкая оккупация Украины в 1918 году.

## В ролях
- Виктор Перист-Петренко — Павел Корчагин
- Даниил Сагал — матрос Фёдор Иванович Жухрай
- Ирина Федотова — Тоня Туманова
- Григорий Аронов — Климка
- Николай Бубнов — Артём Корчагин, старший брат
- Александр Хвыля — Долинник
- Борис Рунге — Серёжка
- Владимир Балашов — Виктор Лещинский
- Антон Дунайский — петлюровец-переводчик
- Владислав Красновецкий — немецкий майор
- Николай Волошин — приятель Лещинского

## Съёмочная группа
- Автор сценария: Марк Донской;
- Режиссёр: Марк Донской;
- Оператор: Борис Монастырский;
- Композитор: Лев Шварц;
- Художник: М. Солоха.

## Премьеры
Фильм был показан и за рубежом:
| Дата                  | Страна | Название                                    |
| --------------------- | ------ | ------------------------------------------- |
| 28 сентября 1942 года | СССР   | Как закалялась сталь                        |
|                       | Греция | Πώς δενότανε τ’ ατσάλι                      |
| 10 марта 1944 года    | США    | Heroes Are Made, How the Steel Was Tempered |
| 13 марта 1944 года    | Швеция | Ukraina i lågor                             |